# Monte Druso
Monte Druso (también pl. Montes Drusos. En árabe, جبل الدروز, ŷabal ad-durūz, «montes de los drusos») o también Yábal ad-Druz es una región elevada y volcánica en el sur de Siria, en la provincia de As-Suwayda. La mayoría de los habitantes de esta región son árabes drusos, pero también hay pequeñas comunidades de cristianos árabes. Algunas inscripciones safaíticas se encontraron por primera vez en esta área. Durante el mandato francés de Siria, desde 1921 hasta 1936, existió un estado autónomo homónimo.
El campo volcánico de Yábal al-Druz, es el más austral de Siria, se encuentra en la meseta de Haurun-Druze en el suroeste de Siria, cerca de la frontera con Jordania. El punto que más destaca en este campo volcánico se encuentra a 1800 m de altura es Yábal al-Druz.
Es uno de los cuatro ŷabal («montes») étnicos en Siria, junto con Jabal Kurd (Montes Kurdos), Jabal Turkman (Montes Turcomanos) y Jabal al-Ansariyah (Montes Alauitas).

## Terminología
No hay un término concreto en castellano para referirse a los «Montes Drusos». Es común referirse a ellos por su nombre en francés Djebel el-Druze o en inglés, Jabal al-Druze. Oficialmente se llaman جبل العرب (ŷabal al-ˁarab, «montes de los árabes»), aunque esta denominación sólo es común en el ámbito estatal. En ocasiones se traduce como Yábal o Yébel (ad-)Druz, viniendo a ser una deformación de ŷabal (monte o montaña).
Es una extensión de la sierra del Haurán, por lo que en árabe también se les llama de manera genérica Ŷabal Ḥūrān (جبل حوران).

## Historia
El Monte Druso es una importante zona arqueológica e histórica. Todas las zonas montañosas se consideran una zona arqueológica completa con un gran número de monumentos históricos de las civilizaciones romana, bizantina, griega y nabatea. Incluyendo los templos, iglesias, miles de viviendas, palacios y embalses, viñedos, antiguos estanques, acueductos romanos, monasterios, baños, cementerios, sitios religiosos, calles empedradas, puertas y arcos romanos, columnas y castillos. Inscripciones safaíticas (antigua lengua arábiga existente entre el milenio I a. C. al IV d. C.) se han encontrado en esta área.
Desde el período clásico (greco-romano-bizantino) este territorio formaba parte de Hauran. Este nombre engloba desde el Monte Druso hasta el río Ruqqad (donde comienzan los Altos del Golán). Durante el período califal, fue llamado Ŷabal ar-Rayyān (جبل الريان), durante el período Omeya hasta el final del período Abasí. Significa «monte fértil». Así lo cantaba el poeta omeya Jarir ibn Atiyah:

يا حبذا جبل الريان من جبلٍ وحبذا ساكن الريان من كانا 
Ya ḥabḏa Ŷabal al-Rayyan min ŷbl waḥabḏa sakin al-rayyan min kana.
[Aproximadamente: Te amo Monte al-Rayyán, del monte lo que más amo es la fertilidad (al-rayyān) tuya.]
Jarir ibn Atiyah

Entre 1921 y 1936, existió bajo la colonización francesa el estado autónomo de Djebel Druze, que ocupaba los límites de la actual Gobernación de As-Suwayda. En el Monte Druso surgió la Gran Revuelta siria contra el Mandato francés de Siria (1927-1929). También desempeñó un papel importante en la independencia de Siria.

## Geografía física

### Geología
Monte Druso, la región montañosa más meridional de Siria, se encuentra en la meseta de Haurun-Druze en el suroeste de Siria, cerca de la frontera con Jordania. La característica más destacada de este campo volcánico es su altura media, de ~1800 m s. n. m. Este campo volcánico alcalino está formado por 118 volcanes basálticos activos desde el Pleistoceno inferior hasta el Holoceno (hace 2,6 millones de años hasta el presente). La gran depresión de la meseta SW está llena de flujos de lava basáltica de volcanes alineados en una dirección NW-SE. Este campo volcánico se encuentra dentro de la parte norte del campo volcánico masivo alcalino Harrat ash-Shamah (también conocido como Harrat al-Shaam) que se extiende desde el sur de Siria hasta Arabia Saudita.

### Cimas más altas
- Tell Qeni (1803 m)
- Tell Joualine (1732 m)
- Tell Sleiman (1703 m)
- Tell Qleib (1698 m)
- Tell Abou-Hamra (1482 m)
- Tell El-Ahmar (1452 m)
- Tell Abed-Mar (1436 m)
- Tell Khodr-Imtan (1341 m)
- Tell Azran (1220 m)
- Tell Shihan (1138 m)

En árabe, tell significa «montículo» o «colina», pero en el Monte Druso se refiere más bien a un cono volcánico.

## Agricultura
El Monte Druso es conocido por su clima cálido moderado en los meses de verano y un invierno frío y lluvioso. Son normales las nevadas en invierno. Una de productos agrícolas más notables son los viñedos del Monte Druso. Los viñedos se extienden por toda la montaña y se exportan grandes cantidades. En as-Sueida, además se cultivan manzanas, peras y productos de temporada como trigo, cebada y hortalizas de todo tipo.